# Cyathea loubetiana
Cyathea loubetiana är en ormbunkeart som först beskrevs av Lucien Linden, och fick sitt nu gällande namn av Karel Domin. Cyathea loubetiana ingår i släktet Cyathea och familjen Cyatheaceae. Inga underarter finns listade.